# Turkey! Time to Strike
Turkey! Time to Strike, a veces conocida como Turkey!, es una serie de televisión de anime japonesa original sobre bolos animada por Bakken Record y producida por Pony Canyon, ambientada en la ciudad de Chikuma, Nagano.

## Sinopsis
El club de bolos del instituto Ikkokukan, en la prefectura de Nagano, está formado por cinco miembros: la líder Mai Otonashi, la estudiante de primer año Rina Godai, la nerviosa Sayuri Ichinose, la elegante Nozomi Mitaka y la nerd Nanase Nikaidō. Rina está harta de que el club siempre pierda y planea abandonarlo. Mai quiere que todos disfruten del club a su manera e intenta impedir que Rina se marche, ya que eso reduciría el número de miembros por debajo del límite del club escolar. Rina reta a Mai a un duelo individual, pero se marcha a mitad de camino creyendo que Mai no se lo toma en serio.
Durante el duelo, se desata una tormenta eléctrica y un rayo cae en una obra cercana, impactando en un artefacto semienterrado. El impacto hace que el artefacto libere un hechizo mágico que afecta a la bola de Mai justo cuando está a punto de lanzar, arrastrándola por la pista. El resto del club, incluida Rina, agarra a Mai para detenerla, pero en lugar de eso, todos son arrastrados. Se quedan dormidos, pero al despertar, Mai descubre que el club ha viajado en el tiempo al período Sengoku (1467-1615), en un campo cerca de una batalla.

## Personajes
Mai Otonashi (音無 麻衣 Otonashi Mai?)
 Seiyū: Hana Hishikawa
Rina Godai (五代 利奈 Godai Rina?)
 Seiyū: Kana Ichinose
Sayuri Ichinose (一ノ瀬 さゆり Ichinose Sayuri?)
 Seiyū: Haruki Iwata
Nozomi Mitaka (三鷹 希 Mitaka Nozomi?)
 Seiyū: Yuuki Temma
Nanase Nikaidō (二階堂 七瀬 Nikaidō Nanase?)
 Seiyū: Ayasa Itō

## Producción y lanzamiento
Turkey! fue animada por Bakken Record. Está dirigida por Susumu Kudo y escrita por Naomi Hiruta, con Airi Takekawa como diseñadora de personajes y Pony Canyon produciendo la música. La serie se estrenó el 8 de julio de 2025 en Nippon TV y otros canales. El tema de apertura es "Hyakunichisou" interpretado por los cinco miembros principales del elenco bajo el nombre de "Ikkokukan High School Bowling Club, Nagano Prefecture", mientras que el tema de cierre es "Moshimo" interpretado por Taiyō to Odore, Tsukiyo ni Utae. Crunchyroll obtuvo la licencia de la segunda temporada en América del Norte, América Central, América del Sur, Europa, África, Oceanía, Oriente Medio, CEI, subcontinente indio, Filipinas y Hong Kong.